# Dicranomyia subviridis
Dicranomyia subviridis là một loài ruồi trong họ Limoniidae. Chúng phân bố ở miền Australasia.